# Lasioglossum carinifrons
Lasioglossum carinifrons är en biart som först beskrevs av Cameron 1904.  Lasioglossum carinifrons ingår i släktet smalbin, och familjen vägbin. Inga underarter finns listade i Catalogue of Life.